# Gaston Méliès
Pour les articles homonymes, voir Méliès.
Gaston Méliès est un réalisateur français, né le 12 février 1852 à Paris et mort le 9 avril 1915 à Ajaccio. Actif principalement aux États-Unis, il est le frère aîné du réalisateur Georges Méliès (1861-1938).

## Biographie
Gaston Méliès est le troisième fils de Jean-Louis Stanislas Méliès et frère aîné de Georges Méliès. Leur frère aîné Henri succède à leur père et devient le directeur de la manufacture de chaussures de la famille à Paris, au 5, rue Taylor, dans le 10e arrondissement.
Georges Méliès produit en France des films qui deviennent populaires dans le monde. Quelques distributeurs commencent à pirater ses œuvres, particulièrement aux États-Unis. Georges Méliès demande alors à son frère Gaston de se rendre aux États-Unis afin d'y défendre ses intérêts, car le copyright (droit d'auteur) n'existe pas encore.
Gaston Méliès arrive à New York le 29 mars 1903 sur le bateau La Savoie, parti du Havre. Dans Manhattan, il ouvre la succursale américaine de la compagnie de Georges, la Star Film et commence à distribuer les films de son frère. En 1903, Gaston commence à réaliser lui-même des films, principalement des documentaires mais ses films ne rencontrent pas de succès. À l'été 1907, Gaston Méliès retourne en France pour s'occuper de quelques affaires avec Georges. Le 11 septembre 1907, il épouse en secondes noces Hortense-Louise de Mirmont, artiste peintre et sœur aînée de la miniaturiste Renée de Mirmont, épouse de Lucien Eugène Reulos (1864-1928), un des premiers collaborateurs de Georges Méliès. Auparavant, il avait épousé à Paris (11e arrondissement) Françoise Louis Augustine Simon, décédée le 31 juillet 1901 à Paris et dont il avait eu deux enfants, Jeanne Henriette et Paul Gaston, qui suivra son père aux États-Unis et qui collaborera avec lui. Le nouveau couple quitte Paris quelques jours après leur mariage et voyage sur La Savoie du Havre à New York où ils arrivent le 28 septembre 1907.
Ayant besoin d'hivers plus chauds pour permettre la production de films toute l'année, Méliès déménage la société « Star Film » à San Antonio, Texas et y loue vingt hectares comprenant une maison à un étage et une grande grange qui devient le studio de cinéma « Star Film Ranch ». Il joue dans deux de ses films où il interprète un prêtre dans The Immortal Alamo (1911) et The Kiss of Mary Jane (1911).
En avril 1911, Gaston déménage sa société, la GMMC, dans une bourgade nommée Sulphur Springs Mountain, à quelques kilomètres de Santa Paula en Californie, suivant la tendance des autres studios de cinéma qui déménagent dans cet État ensoleillé. En novembre de cette même année, il vend 50% des parts de la GMMC à la Vitagraph Company of America, laquelle prend à sa charge la distribution des films de Georges Méliès, dont elle achète les négatifs.
En 1912 et 1913, Méliès voyage avec sa famille et une équipe de tournage de plus de 20 personnes dans le Pacifique Sud, en Nouvelle-Zélande, en Australie, à Tahiti, en Asie du sud-est et au Japon à la recherche de sujets exotiques pour ses films. À partir de l'été 1912 et jusqu'au milieu de 1913, Gaston envoie des séquences filmées à son fils resté à New York mais elles sont souvent endommagées ou inutilisables. Gaston n'est plus en mesure de remplir l'obligation de la « Star Film » vis-à-vis de la compagnie de Thomas Edison, perd 50 000 $ et doit cesser sa production. Il se rend en Californie, vend la succursale américaine de la « Star Film » aux Vitagraph Studios et rentre en Europe.
Gaston Méliès et sa femme s'installent en Corse au cours de l'hiver de 1913. Il y meurt d'intoxication alimentaire le 9 avril 1915. Il est enterré le 14 avril au cimetière Saint-Vincent à Montmartre, dans une tombe appartenant à la famille de sa seconde épouse, les De Mirmont.

## Filmographie

### En tant qu'acteur

#### Courts-métrages
- 1896 : Une partie de cartes
- 1911 : The Immortal Alamo
- 1911 : The Kiss of Mary Jane
- 1912 : A Woman's Way

### En tant que réalisateur

#### Courts-métrages
- 1903 : Une course de yachts
- 1905 : Vice President-Elect Fairbanks
- 1908 : Boston Normal School Pageant
- 1908 : The Catholic Centennial Celebration
- 1909 : A Tumultuous Elopement
- 1909 : Cinderella Up-to-Date
- 1909 : For Sale: A Baby
- 1909 : For the Cause of Suffrage
- 1909 : Mrs. and Mr. Duff
- 1909 : The Fatal Ball or The Miner's Daughter
- 1909 : The Red Star Inn
- 1910 : A Mountain Wife
- 1910 : A Plucky American Girl
- 1910 : A Rough Night on the Bridge
- 1910 : A Texas Joke
- 1910 : Baseball, That's All
- 1910 : In the Mission Shadows
- 1910 : Out for Mischief
- 1910 : Salt on the Bird's Tail
- 1910 : Uncle Jim
- 1910 : Under the Stars and Bars
- 1911 : A Spanish Love Song
- 1911  : A Western Girl
- 1911  : Mexican as It Is Spoken
- 1911  : Red Cloud's Secret
- 1911  : Right or Wrong
- 1911  : The Cross of Pearls
- 1911  : The Great Heart of the West
- 1911  : The Gypsy Bride
- 1911  : The Miser Miner
- 1911  : The Mission Father
- 1911  : The Mission Waif
- 1911  : The Oil Country Romance
- 1911  : The Ranchman's Debt of Honor
- 1911  : The Reason Why
- 1911  : The Spur of Necessity
- 1911  : The Stolen Grey
- 1911  : The Strike at the Gringo
- 1911  : Tommy's Rocking Horse
- 1912 : A Man Worthwhile
- 1912 : A String of Beads
- 1912 : A Woman's Gratitude
- 1912 : Alice's Choice
- 1912 : All Is Fair
- 1912 : Cowboy vs. Tenderfoot
- 1912 : Dodging the Sheriff
- 1912 : Finding the Last Chance Mine
- 1912 : Ghosts at Circle X Camp
- 1912 : Making Good
- 1912 : Melita's Ruse
- 1912 : Oil
- 1912 : Roped In
- 1912 : Seven Bars of Gold
- 1912 : Smiling Bob
- 1912 : The Cowboy Kid
- 1912 : The Ghost of Sulphur Mountain
- 1912 : The Man Inside
- 1912 : The Mortgage
- 1912 : The Outlaw and the Baby
- 1912 : The Prisoner's Story
- 1912 : The Rustler's Daughter
- 1912 : The Sheriff's Daughter
- 1912 : Troubles of the XL Outfit
- 1912 : Two Loves
- 1913 : A Ballad of the South Seas
- 1913 : Captured by Aboriginals
- 1913 : Gold and the Gilded Way
- 1913 : Hinemoa
- 1913 : How Chief Te Ponga Won His Bride
- 1913 : It Happened in Java
- 1913 : Javanese Dancers
- 1913 : Loved by a Maori Chieftess
- 1913 : The Black Trackers
- 1913 : The Foster Brothers
- 1913 : The Gypsy's Warning
- 1913 : The Misfortunes of Mr. and Mrs. Mott on Their Trip to Tahiti
- 1913 : The Stolen Claim
- 1913 : The Stolen Tribute to the King
- 1913 : The Sultan's Dagger
- 1913 : Unmasked by a Kanaka
- 1913 : What Is Sauce for the Goose
- 1914 : Cabby's Nightmare

### En tant que producteur

#### Long métrage
- 1903 : Reliance: Shamrock III

#### Courts-métrages
- 1903 : Une course de yachts
- 1910 : A Mountain Wife
- 1910 : A Plucky American Girl
- 1910 : A Postal Substitute
- 1910 : A Race for a Bride
- 1910 : A Rough Night on the Bridge
- 1910 : A Texas Joke
- 1910 : A Western Welcome
- 1910 : A Woman in the Case
- 1910 : Baseball, That's All
- 1910 : Billy's Sister
- 1910 : Branding a Thief
- 1910 : Cyclone Pete's Matrimony
- 1910 : Generous Customers
- 1910 : Her Winning Way
- 1910 : His Sergeant's Stripes
- 1910 : In the Mission Shadows
- 1910 : In the Tall Grass Country
- 1910 : Love's C. Q. D.
- 1910 : Mrs. Bargainday's Baby
- 1910 : Old Norris' Gal
- 1910 : Out for Mischief
- 1910 : Pals
- 1910 : Return of Ta-Wa-Wa
- 1910 : Salt on the Bird's Tail
- 1910 : Speed Versus Death
- 1910 : The Birthday Cigars
- 1910 : The Debt Repaid
- 1910 : The Golden Secret
- 1910 : The Little Preacher
- 1910 : The Newly Born
- 1910 : The Padre's Secret
- 1910 : The Paleface Princess
- 1910 : The Romance of Circle Ranch
- 1910 : The Ruling Passion
- 1910 : The Seal of the Church
- 1910 : The Stranded Actor
- 1910 : Uncle Jim
- 1910 : Under the Stars and Bars
- 1910 : What Great Bear Learned
- 1910 : White Doe's Lovers
- 1910 : Won in the Fifth
- 1911 : A Spanish Love Song
- 1911  : A Western Girl
- 1911  : An Unwilling Cowboy
- 1911  : Bessie's Ride
- 1911  : Billy and His Pal
- 1911  : Changing Cooks
- 1911  : Fire! Fire! Fire!
- 1911  : Her Faithful Heart
- 1911  : Her Spoiled Boy
- 1911  : How Mary Met the Cowpunchers
- 1911  : In Time for Press
- 1911  : In the Hot Lands
- 1911  : In the Right of Way
- 1911  : Jack Mason's Last Deal
- 1911  : Mary's Strategem
- 1911  : My Prairie Flower
- 1911  : Only a Sister
- 1911  : Sir Percy and the Punchers
- 1911  : The 'Schoolmarm' of Coyote County
- 1911  : The Crimson Scars
- 1911  : The Honor of the Flag
- 1911  : The Immortal Alamo
- 1911  : The Kiss of Mary Jane
- 1911  : The Mission Waif
- 1911  : The Owner of L.L. Ranch
- 1911  : The Ranchman's Debt of Honor
- 1911  : The Redemption of Rawhide
- 1911  : The Reformation of Jack Robbins
- 1911  : The Snake in the Grass
- 1911  : The Spring Round-Up
- 1911  : The Stolen Grey
- 1911  : The Warrant for Red Rube
- 1911  : Tony, the Greaser
- 1911  : When the Tables Turned
- 1912 : A Man Worthwhile
- 1912 : A Woman's Way
- 1912 : All Is Fair
- 1912 : Cowboy vs. Tenderfoot
- 1912 : Dodging the Sheriff
- 1912 : Making Good
- 1912 : Melita's Ruse
- 1912 : Oil
- 1912 : Roped In
- 1912 : Seven Bars of Gold
- 1912 : Smiling Bob
- 1912 : The Castaway
- 1912 : The Cowboy Kid
- 1912 : The Ghost of Sulphur Mountain
- 1912 : The Man Inside
- 1912 : The Mortgage
- 1912 : The Outlaw and the Baby
- 1912 : The Rustler's Daughter
- 1912 : The Sheriff's Daughter
- 1912 : Troubles of the XL Outfit
- 1912 : Two Loves
- 1913 : Aileen o' the Sea
- 1913 : Captured by Aboriginals
- 1913 : Gold and the Gilded Way
- 1913 : Loved by a Maori Chieftess
- 1913 : Tempest Tossed
- 1913 : The Black Trackers
- 1913 : The Foster Brothers
- 1913 : The Stolen Claim

### Documentaires
Le périple cinématographique effectué par Gaston Méliès autour du Pacifique de juillet 1912 à mai 1913 est évoqué dans deux documentaires, les premiers jamais consacrés à ce cinéaste, tous deux réalisés par Raphaël Millet :
- Le Voyage cinématographique de Gaston Méliès à Tahiti (52 min, 2014)
- Le Voyage cinématographique de Gaston Méliès dans les Mers du Sud et en Extrême-Orient (60 min, 2015)